# Omphalia pigmentata
Omphalia pigmentata är en svampart som beskrevs av Bliss 1938. Omphalia pigmentata ingår i släktet Omphalia och familjen Tricholomataceae.   Inga underarter finns listade i Catalogue of Life.